# Exocentrus irroratus
Exocentrus irroratus là một loài bọ cánh cứng trong họ Cerambycidae.